# Association générale des étudiants
Pour les articles homonymes, voir AGE.

En France, une association générale des étudiants (ou AGE) est une association rassemblant les étudiants d'une ville. La plus ancienne est celle de Nancy fondée en 1877. En 1907, ces associations se rassemblent pour la plupart au sein de l'Union nationale des associations générales d'étudiants de France (UNAGEF) qui devient rapidement l'Union nationale des étudiants de France (UNEF). 
Aujourd'hui, la majorité des AGE ont disparu ou ne sont plus encartés par l'UNEF, c'est notamment le cas de l'AFGES, l'AGEM et l'AGEP, toujours existantes mais plus adhérentes à l'UNEF. 

## Date de création des AGE
- 1877 : Nancy
- 1881 : Lille
- 1882 : Bordeaux
- 1883 : Paris (disparue en 1934)
- 1884 : Caen
- 1884 : Rennes
- 1885 : Alger
- 1886 : Lyon, Toulouse
- 1887 : Montpellier
- 1888 : Grenoble
- 1889 : Nantes
- 1892 : Rouen
- 1920 : Clermont-Ferrand
- 1921 : Limoges
- 1923 : Strasbourg
- 1929 : Tours
- 1934 : Sanatorium (étudiants hospitalisés dans les établissements de la FSEF)
- 1946 : Tunis[1]